# Gorice (Skradin)
Gorice falu Horvátországban Šibenik-Knin megyében. Közigazgatásilag Skradinhoz tartozik.

## Fekvése
Šibenik központjától légvonalban 18, közúton 27 km-re északra, községközpontjától 11 km-re északnyugatra, Dalmácia középső részén, az 56-os számú főúttól keletre fekszik.

## Története
A török 1522-ben foglalta el a környék várait, ezt követően főként Hercegovinából pravoszláv vallású lakosság telepedett itt meg. Az újonnan érkezettek 1572-ben a szomszédos Bratiškovcin felépítették Szent Miklós tiszteletére szentelt templomukat.  A török uralom a 17. század végén ért véget, mely után velencei uralom következett. 1797-ben a Velencei Köztársaság megszűnésével a Habsburg Birodalom része lett. 1806-ban Napóleon csapatai foglalták el és 1813-ig francia uralom alatt állt. Napóleon bukása után ismét Habsburg uralom következett, mely az első világháború végéig tartott. A településnek 1857-ben 87, 1910-ben 156 lakosa volt. Az I. világháború után rövid ideig az Olasz Királyság, ezután a Szerb-Horvát-Szlovén Királyság, majd Jugoszlávia része lett. 1991-ben lakosságának 98 százaléka szerb volt. Lakói csatlakoztak a Krajinai Szerb Köztársasághoz. 1995 augusztusában a horvát hadsereg foglalta vissza a települést, melynek lakói főként Szerbiába menekültek. Később néhány idős ember visszatért közülük. A településnek 2011-ben 27 lakosa volt.

## Lakosság
| Lakosság változása | Lakosság változása | Lakosság változása | Lakosság változása | Lakosság változása | Lakosság változása | Lakosság változása | Lakosság változása | Lakosság változása | Lakosság változása | Lakosság változása | Lakosság változása | Lakosság változása | Lakosság változása | Lakosság változása | Lakosság változása |
| ------------------ | ------------------ | ------------------ | ------------------ | ------------------ | ------------------ | ------------------ | ------------------ | ------------------ | ------------------ | ------------------ | ------------------ | ------------------ | ------------------ | ------------------ | ------------------ |
| 1857               | 1869               | 1880               | 1890               | 1900               | 1910               | 1921               | 1931               | 1948               | 1953               | 1961               | 1971               | 1981               | 1991               | 2001               | 2011               |
| 87                 | 0                  | 95                 | 103                | 87                 | 156                | 160                | 223                | 166                | 161                | 154                | 132                | 135                | 158                | 14                 | 27                 |